# Ingrid Leodolter
Ingrid Leodolter (* 14. August 1919 in Wien; † 17. November 1986 ebenda) war eine österreichische Ärztin und Politikerin (SPÖ).

## Leben
Ingrid Zechner war die Tochter des Lehrers und Schulrats sowie späteren Politikers Leopold Zechner. Sie schloss 1937 die Matura am Hietzinger Mädchengymnasium mit Auszeichnung ab und begann ein Medizinstudium, welches sie 1943 mit Promotion abschloss. 1946 trat sie wie ihr Vater in die wiedergegründete SPÖ ein. Verheiratet war sie seit 1938 mit dem Volkswirtschaftler Josef Leodolter, der später unter anderem als Finanzreferent für die Wiener Krankenhäuser tätig war. Ein Sohn aus dieser Ehe war der spätere Gynäkologe Sepp Leodolter.
Leodolter begann 1944 ihre medizinische Laufbahn unter Reinhold Boller am Sophienspital in Wien. Sie wurde 1950 Fach- und 1951 Oberärztin der Abteilung für Innere Medizin. 1958 wurde sie Primaria und leitete dann von 1961 bis 1971 als ärztliche Leiterin das Sophienspital.
1971 führte die Bundesregierung Kreisky II das neue Bundesministerium für Gesundheit und Umweltschutz ein, dessen erste Bundesministerin Leodolter am 2. Februar 1971 wurde. Sie führte den Mutter-Kind-Pass ein, der mit regelmäßigen, eintragspflichtigen Untersuchungen eine deutliche Senkung der Kindersterblichkeit bewirkte. Ferner führte sie Präventivuntersuchungen im Gesundheitswesen ein.
1979 wurde ihr von der Opposition und Stimmen der eigenen Partei Verschwendung von Steuergeldern vorgeworfen; aufgrund dieser Vorwürfe trat sie von ihrem Ministeramt mit 8. Oktober 1979 zurück. Sie kehrte an das Sophienspital zurück und arbeitete dort bis 1985 wieder als Chefärztin. Sie wurde am Hietzinger Friedhof bestattet.
Im Jahr 2015 wurde in Hietzing (13. Bezirk) im Bezirksteil Speising die Leodolterpromenade nach ihr benannt, die das ehemalige Lainzer Spital mit dem dortigen Geriatriezentrum verbindet.
Das im September 2015 eröffnete Pflegewohnhaus Rudolfsheim-Fünfhaus im 15. Wiener Gemeindebezirk wurde Ingrid Leodolter Haus benannt.